# Матере (Терамо)
Матере (итал. Mattere) је насеље у Италији у округу Терамо, региону Абруцо.
Према процени из 2011. у насељу је живело 39 становника. Насеље се налази на надморској висини од 753 м.